# Poncho

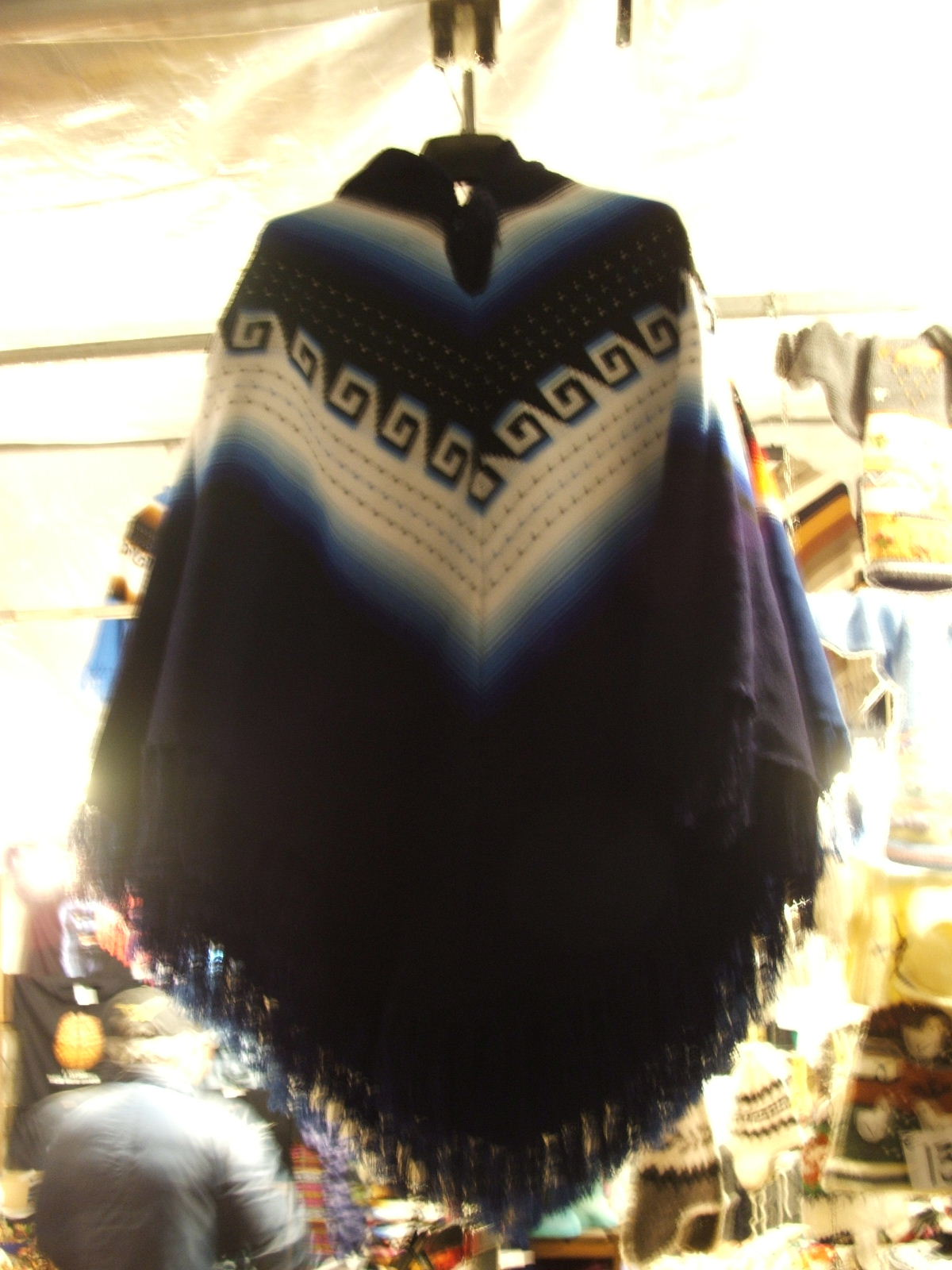
Tipico poncho andino.

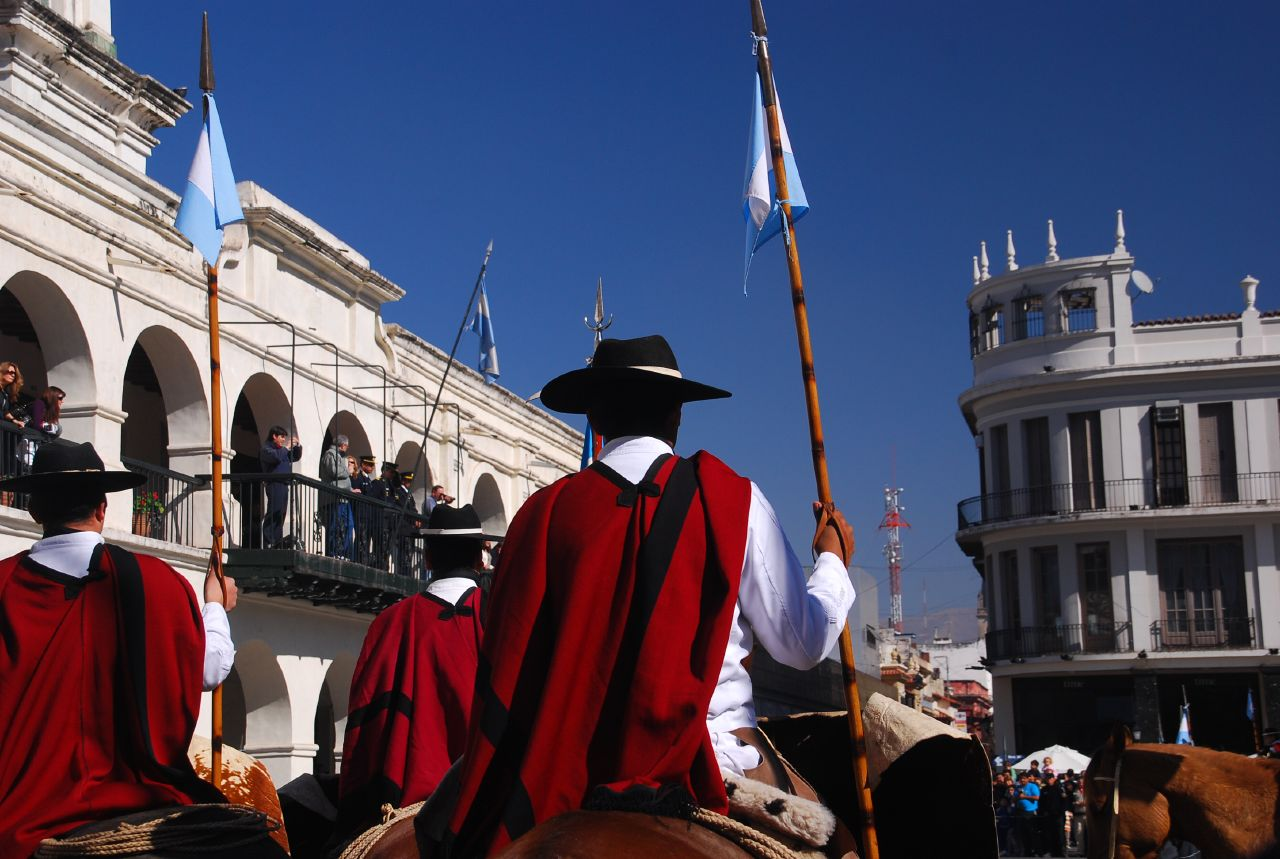
Ponci indossati da gauchos a Salta, Argentina.

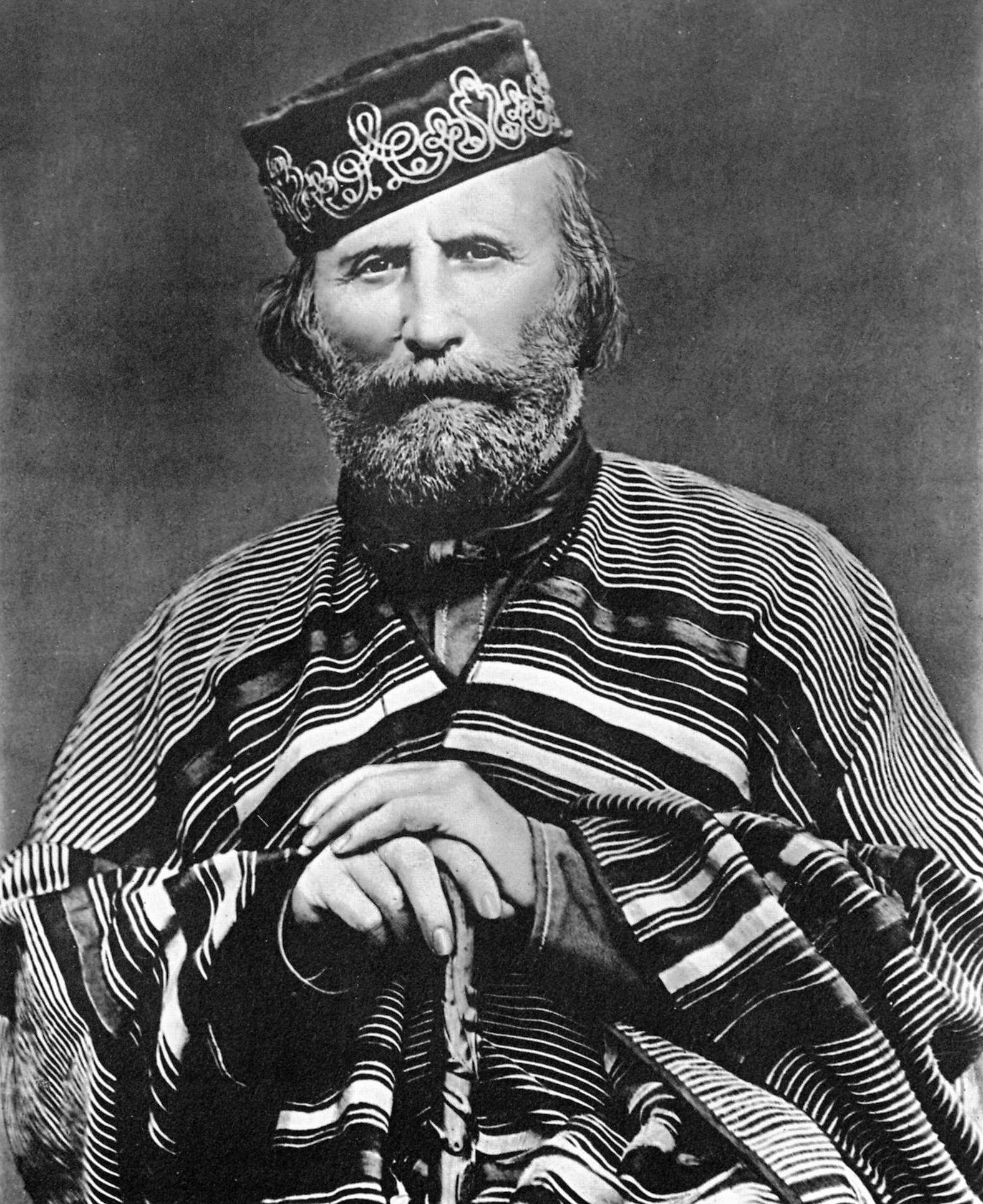
Giuseppe Garibaldi indossa il poncio in una fotografia nel 1866.
La sua abitudine di indossare questo capo fu immortalata da scrittori quali Carducci e D'Annunzio.

Il poncho (/ˈponʧo/; termine ispanoamericano), in italiano poncio o raramente puncio, è un semplice abito creato per mantenere il corpo caldo o, se formato da un materiale impermeabile, per mantenerlo asciutto sotto la pioggia. È essenzialmente un unico grande pezzo quadrangolare di tessuto con una apertura nel centro per la testa, usato come mantello.
Di origine sudamericana, il poncho è oggi diffuso come capo di abbigliamento in tutto il mondo. I ponci in materiale impermeabile possono anche essere usati dai ciclisti come protezione dalla pioggia o in campo militare.

## Tipi
- Chamanto: tipo di poncio utilizzato nella parte centrale del Cile.
- Gaban: tipico del Messico.
- Poncho Baeta: poncio largo, spesso e ovale, tipico del stato São Paulo, Sud Brasile e Uruguay
- Jorongo: molto largo, utilizzato per occasioni speciali o nell'equitazione.
- Poncho chilote: un poncio di lana molto pesante utilizzato nella penisola Chiloé, in Cile.
- Poncho peruano: utilizzato in Perù, tipico di figure simboliche di varie regioni peruviane, come il "morochuco" di Ayacucho , il "montonero " di Arequipa e il " corilazo" del sud. È realizzato con diversi materiali: principalmente cotone, lino e lana di alpaca.
- Ruana: diffuso nelle regioni fredde di Venezuela e Colombia.
- Zarape (pronuncia "sarape"): tipo di poncio nato nelle regioni nord-orientali del Messico.

## Nella cultura popolare
Il poncio è divenuto noto in Italia perché indossato abitualmente da Giuseppe Garibaldi, che visse parte della sua vita in America Latina.
I film del genere spaghetti western lo hanno reso popolare presso il pubblico occidentale. Celebre è per esempio il poncho indossato da Clint Eastwood nella trilogia del dollaro.